# Linaria
A Linaria a madarak osztályának verébalakúak (Passeriformes) rendjébe a pintyfélék (Fringillidae) családjába tartozó nem.
Az ide sorolt fajokat korábban a Carduelis nembe sorolták, de a 2012-ben lezajlott filogenetikai és molekuláris biológiai vizsgálatok bebizonyították, hogy az súlyosan polifetikus.
Ezt követően a nemet több kisebb, monofiletikus nemre bontották szét és a kenderikéket a korábban már használt Linaria nembe rakták át.

## Rendszerezésük
A nemet Johann Matthäus Bechstein német természettudós írta le 1802-ben, az alábbi 4 faj tartozik ide:
- sárgacsőrű kenderike (Linaria flavirostris)
- kenderike (Linaria cannabina)
- jemeni kenderike (Linaria yemenensis)
- szomáli kenderike (Linaria johannis)

## Előfordulásuk
Európában, az Arab-félszigeten, Ázsiában és Afrika északi részén honosak. Természetes élőhelyeik a szubtrópusi vagy trópusi száraz erdők, cserjések és nyílt füves puszták.

## Megjelenésük
Testhosszuk 12-14 centiméter körüli.